# Michelle Fournier
Michelle Fournier, född 9 maj 1977, är en friidrottare från Kanada. Hon deltog vid olympiska sommarspelen 2000.